# أندريا إسبوزيتو
أندريا إسبوزيتو (مواليد 17 مايو 1986 في غالاتينا - إيطاليا) (بالإيطالية: Andrea Esposito)‏ لاعب كرة قدم إيطالي يلعب حاليا لصالح نادي الدرجة الأولى جنوى الإيطالي منذ 2009 في مركز المدافع .

## روابط خارجية
- أندريا إسبوزيتو على موقع قاعدة بيانات كرة القدم.إي يو (الإنجليزية)
- أندريا إسبوزيتو على موقع Soccerway.com (الإنجليزية)
- أندريا إسبوزيتو على موقع عالم كرة القدم.نت (الإنجليزية)
- أندريا إسبوزيتو على موقع كووورة